# Free again
Free again (pl. Znowu wolna) - znana amerykańska piosenka wykonywana m.in. przez Violettę Villas i Barbrę Streisand. 
Piosenka została nagrana przez Violettę Villas i znalazła się wśród utworów wykonywanych w dokumencie muzycznym Śpiewa Violetta Villas. 
Kompozycja znalazła się także na płycie Je m'appelle Barbra Barbary Streisand z 1966 roku.